# Dąb Bartny
Dąb Bartny – pomnikowy dąb szypułkowy rosnący w Białowieskim Parku Narodowym. 

## Opis
Dąb wykiełkował w XVI wieku. Tomasz Niechoda szacuje jego wiek na 400-450 lat. Pień drzewa jest kolumnowy, korona jest mało rozłożysta. Przez długi czas uchodziło ono za najgrubszy dąb rosnący na terenie BPN. Obwód pnia na wysokości 130 cm od postawy wynosi 610 cm (według pomiarów z 2007 roku), wysokość drzewa wynosi 41 metrów (według pomiarów z 2007); wysokość do pierwszej gałęzi wynosi 16-17 metrów.
Drzewo uschło na początku XXI wieku, między 2001 a 2003 rokiem. Stoi na terenie Białowieskiego Parku Narodowego, przy ścieżce turystycznej do dębu Jagiełły.
Nazwa dębu pochodzi od barci, która była niegdyś w tym dębie bartnym u podstawy korony. W XIX wieku w barci tego dębu hodował pszczoły bartnik białowieski – Paweł Buszko. Obecnie barć jest zarośnięta.
Drzewo było opisywane w wielu wydawnictwach, opisywał je Jan Jerzy Karpiński oraz Janusz Bogdan Faliński, który zalicza je do dębów późno wypuszczających liście na wiosnę.